# Mount Eisenhower
Der Mount Eisenhower (früher Mount Pleasant) ist ein 1.451 m hoher Berg in der Presidential Range in den White Mountains (New Hampshire), der nach dem US-Präsidenten Dwight D. Eisenhower benannt wurde.

## Wege
Der Crawford Path, Teil des Appalachian Trails, verläuft nahe dem Gipfel über den Berg. Er trennt sich vom Gipfelrundweg auf 4.400 ft (1.341 m) Höhe, 0,3 mi (0,48 km) südlich des Gipfels, und trifft wieder 0,3 mi (0 km) nordöstlich des Gipfels nach der Überwindung eines Höhenunterschied von 40 ft (12 m) auf ihn und trifft schließlich auf die maximale Höhe von 4.520 ft (1.378 m).
Der kürzeste Wanderweg zum Gipfel verläuft von einem Parkplatz an der Mount Clinton Road westnordwestlich hauptsächlich über den Edmands Path. Mehrere Routen beginnen von Ausgangspunkten, die mehr oder weniger südwestlich des U.S. Highways 302 liegen; der meistbenutzte  (möglicherweise ungefähr gleich in der Popularität mit der Edmands-Route) ist der Crawford Path von einem Parkplatz an der Mount Clinton Road, nahe dem U.S. Highway 302 und direkt nördlich des Highland Center im Gebiet um den Crawford Notch.  Mount Monroe liegt auf der Gebirgskette nordöstlich des Mount Eisenhowers und Mount Pierce im Südwesten. Alle drei der Gipfel sind auf der Peak-bagging-Liste der Four-thousand footers in New Hampshire aufgelistet.  Mount Franklin, ein „inoffizieller“ Gipfel (der wegen seiner zu geringen Schartenhöhe nicht auf der Liste steht), liegt zwischen Mount Eisenhower and Mount Monroe.